# Elías Fernández
Elías Fernández Albano (Santiago, 1845 - aldaar 6 september 1910) was een Chileens staatsman. Van 16 augustus 1910 tot zijn overlijden een maand later was hij waarnemend president van Chili.
Elías Fernández bezocht het Instituto Nacional en studeerde rechten aan de Universiteit van Chili. Op 18 mei 1869 werd hij toegelaten tot de balie. In 1871 trad hij in het huwelijk met Mercedes Barañao Ochagavía, bij wie hij vier kinderen kreeg.
Fernández behoorde tot de conservatief-liberale Partido Nacional (Nationale Partij). In 1885 werd hij in de Kamer van Afgevaardigden gekozen. Hij was tweemaal minister van Industrie en Openbare Werken onder president Jorge Montt (1894-1896). Onder president Federico Errázuriz Echaurren was hij minister van Oorlog en Marine (1896-1897), van Financiën (1897) en van Binnenlandse Zaken (1899-1900). Onder president Germán Riesco was hij opnieuw minister van Binnenlandse Zaken (1902-1903). Tussen 11 juni en 11 oktober 1900 fungeerde hij als vicepresident van de republiek.
Op 8 juli 1910 werd Fernández door de zieke president Pedro Montt wederom benoemd tot minister van Binnenlandse Zaken en vicepresident. Omdat president Montt voor een behandeling naar Duitsland zou gaan, zou Fernández tijdens diens afwezigheid de taken van de president op zich nemen. Toen president Montt tijdens zijn verblijf in Duitsland kwam te overlijden (10 augustus), werd hij benoemd tot waarnemend president (16 augustus). Tijdens de rouwdienst van Montt liep Fernández een longontsteking op. Door ziekte verzwakt overleed hij op 6 september 1910 aan een hartstilstand. In het jaar dat Chili vierde dat het honderd jaar daarvoor onafhankelijk werd van Spanje, verloor het land twee staatshoofden.

## Samenstelling kabinet
| Ministerie (Waarnemend Presidentschap van Elías Fernández 16.08.1910-16.09.1910) | Naam/Periode                     | Partij              |
| -------------------------------------------------------------------------------- | -------------------------------- | ------------------- |
| Binnenlandse Zaken                                                               | Luis Izquierdo Fredes (1910)     | Liberal             |
| Buitenlandse Zaken, Eredienst en Kolonisatie                                     | Luis Izquierdo Fredes (1910)     | Liberal             |
| Financiën                                                                        | Carlos Balmaceda Saavedra (1910) | Liberal Democrático |
| Oorlog en Marine                                                                 | Carlos Larraín Claro (1910)      | Liberal             |
| Justitie en Openbaar Onderwijs                                                   | Domingo Amunátegui Solar (1909)  | Liberal             |
| Industrie, Openbare Werken en Spoorwegen                                         | Fidel Muñoz Rodríguez (1910)     | Radical             |